# Dewdney Peak
Dewdney Peak är en bergstopp i Kanada.   Den ligger i provinsen British Columbia, i den södra delen av landet, 3 500 km väster om huvudstaden Ottawa. Toppen på Dewdney Peak är 930 meter över havet, eller 250 meter över den omgivande terrängen. Bredden vid basen är 2,7 km.
Terrängen runt Dewdney Peak är varierad.Runt Dewdney Peak är det mycket glesbefolkat, med 5 invånare per kvadratkilometer.. Närmaste större samhälle är Abbotsford, 14,3 km söder om Dewdney Peak.
I omgivningarna runt Dewdney Peak växer i huvudsak blandskog.